# Orca (film)
Orca - Djupets hämnare (originaltitel: Orca eller Orca: The Killer Whale) är amerikansk skräckfilm från 1977. Den regisserades av Michael Anderson, med filmmanuskript av Luciano Vincenzoni och Sergio Donati.

## Rollista (i urval)
- Richard Harris - Captain Nolan
- Charlotte Rampling - Dr. Rachel Bedford
- Bo Derek - Annie
- Will Sampson - Umilak
- Keenan Wynn - Novak
- Peter Hooten - Paul
- Robert Carradine - Ken